# Protomocoelus sternbergi
Protomocoelus sternbergi là một loài bọ cánh cứng trong họ Passalidae. Loài này được Zang miêu tả khoa học năm 1905.